# Бале (Атлантски Пиринеји)
Бале (фр. Baleix) је насељено место у Француској у региону Аквитанија, у департману Атлантски Пиринеји.
По подацима из 2011. године у општини је живело 143 становника, а густина насељености је износила 22,1 становника/km².

## Демографија
| 1962. | 1968. | 1975. | 1982. | 1990. | 2011. |
| ----- | ----- | ----- | ----- | ----- | ----- |
| 152   | 141   | 150   | 126   | 122   | 143   |